# Dwór cierni i róż
Dwór cierni i róż (ang. A Court of Thorns and Roses) – amerykański cykl powieści young adult fantasy autorstwa Sarah J. Maas. Początkowo był tworzony jako trylogia, jednak w 2018 ukazał się kolejny tom. Od tamtego czasu powstał jeszcze jeden tom w Polsce podzielony na 2 części.  Tom pierwszy przez trzy tygodnie znajdował się na liście bestsellerów New York Timesa. Drugi tom, Dwór mgieł i furii, znajdował się na niej przez 19 tygodni. Cykl jest wariacją na temat baśni o Pięknej i Bestii. Polskie wydanie ukazało się nakładem wydawnictwa Uroboros. Tłumaczyli je Jakub Radzimiński i  Dorota Radzimińska.

## Fabuła
Feyra jest jedyną osobą utrzymującą rodzinę. Jej ojciec oraz dwie siostry nie pracują, dlatego dziewiętnastolatka zarabia na dom. W trakcie polowania zabija wielkiego wilka. Okazuje się, że był to jeden z fae: istot wyższego rzędu, władających magią. Wkrótce w drzwiach jej domu staje pan zabitego, pochodzący z Wysokiego Rodu Tamlin. Żąda zadośćuczynienia za ten czyn: Feyra musi pójść z nim, jeśli nie chce śmierci całej swojej rodziny.

## Książki w serii
| Numer w serii | Polski tytuł                 | Oryginalny tytuł               | Oryginalny nr ISBN     | Polski nr ISBN         | Data oryginalnego wydania | Długość    | Komentarz |
| ------------- | ---------------------------- | ------------------------------ | ---------------------- | ---------------------- | ------------------------- | ---------- | --------- |
| 1             | Dwór cierni i róż            | A Court of Thorns and Roses    | ISBN 978-1-61963-444-2 | ISBN 978-83-280-2141-9 | 5 maja 2015               | 416 stron  |           |
| 2             | Dwór mgieł i furii           | A Court of Mist and Fury       | ISBN 978-1-61963-446-6 | ISBN 978-83-280-2175-4 | 3 maja 2016               | 624 strony |           |
| 3             | Dwór skrzydeł i zguby        | A Court of Wings and Ruin      | ISBN 978-1-4088-5790-8 | ISBN 978-83-280-2174-7 | 2 maja 2017               | 699 stron  |           |
| 4             | Dwór szronu i blasku gwiazd  | A Court of Frost and Starlight | ISBN 978-1-68119-631-2 | ISBN 978-83-280-6044-9 | 1 maja 2018               | 229 stron  |           |
| 5             | Dwór srebrnych płomieni cz.1 | A Court of Silver Flames       | ISBN 9781526635365     | ISBN 9781526635365     | 16 Lutego 2021            | 704 strony |           |
| 6             | Dwór srebrnych płomieni cz.2 | A Court of Silver Flames       | ISBN 9788328089082     | ISBN 9788328089082     | 16 Lutego 2021            | 480 stron  |           |